# Археолошка теорија
Археолошка теорија се односи на различите интелектуалне механизме путем којих археолози тумаче археолошке податке. Археолошка теорија функционише као примена филозофије науке на археологију, а понекад се назива филозофија археологија. Не постоји јединствена теорија археологије, јер се многи не слажу како вршити интерпретацију. Током историје дисциплине, различити облици археолошких теорије су се појавили, достизали врхунац, и у неким случајевима нестале. Археолошке теорије се разликују по томе шта су циљеви дисциплине и како они могу бити постигнути.
Неке археолошке теорије, као што је пороцесна археологија, износе да археолози могу да добију поуздане и објективне информације о древним друштвима на основу примене научног метода истраживања. Супротно од ове идеје, постпроцесна археологије тврди да су сви археолошки докази укаљани људском интерпретацијом и друштвеним факторима, што значи да су сва тумачења прошлости субјективна.
Друге археолошке теорије попут марксистичке археологије врше тумачења на основу виђења како друштво функционише.

## Позадина
Од почетка 20. века, већина виђења археолошке методологије су прихватила да се налази који се добијају археолошким ископавање интерпретирају кроз теоријску перспективу. Међутим, археолошка заједница се дели на основу тога који је теоријски приступ најбољи. Са једне стране постоје и они који сматрају да су неке археолошке методе - на пример, ископавање или бележења - неутралне и превазилазе границе теорије. Неки се не слажу са овим виђењем и верују да су и ископавања и бележења такође под утицајем теоријских разматрања. Археолог Ијан Ходер, истакнути поборник ове тачке гледишта, критикује алтернативни приступ наглашавајући да методолошких решења као што су где отворити ров, како марљиво копати стратиграфски слој и да ли сачувати сваки артефакт који је откривен, зависе од претходних теоријских виђења. Неки археолози су у својим радовима покушали да одвоје податке и своју интерпретацију, али њих критикују археолози попут Ходера који износе да је археолошка интерпретација део археолошке методологије и да се зато не може одвојити од података.
Метју Џонсон је изнео преглед зашто је археолошка теорија толико важна дисциплини и зашто сви археолози треба да уче о њој. Прво, он је истакао да су сви аргументи о томе зашто је археологија корисна друштву засновани на теорији, те да је археолозима потребно познавање теорије како би бранили своју дисциплину од критика. Друго, он је нагласио да је теорија неопходна како би се упоредиле две или више интерпретација прошлости и одлучило која је вероватнија. Треће, он је тврдио да је теорија неопходна археологу како би прихватио и признао своја предубеђења и циљеве приликом интерпретације. На крају је изнео да је теорија најпотребнија зато што археолози као људска бића функционишу на основу "теорија, концепата, идеја и претпоставки" и зато археологија не би могла ни да функционише без истих. Због свега овога он износи да за интерпретацију археолошких података није потребан "здрав разум", већ јасна теоријска тачка гледишта.

## Археолошка теорија

### Антикварство и империјализам
Интересовање људи за прошлост постоји од древних времена. У западном свету током средњег века шест основних концепта је створено који ће у одређеној мери утицати археолошку теорију:
1. Свет је нов, стар свега пар хиљада година, и има натприродно порекло

1. Физички свет је деградирао од Божијег стварања

1. Човечанство је настало у Еденском врту

1. Стандарди људског понашања су природно опадали

1. Историја света је низ јединствених догађаја

1. Културно, друштвено и интелектуално су људи из прошлости били идентични као људи данас[15]

Долазак ренесансе је подстакао интерес за прошлости, али то је било више на нивоу прикупљања артефаката и стварања идеалистичких теорија њиховог порекла. Све до 19. века нису настали птави елеметни систематског проучавања старих цивилизација, а од овог је њихово проучавање подржавало империјални национализам величајући "напредне" цивилизације империјалних сила.

### Културно-историјска археологија и претече (1860 - тренутно)
Развоји у 19. веку, посебно Хатонова и Лајелова теорија униформизма и Дарвинова теорија природне селекције, поставили су темеље савременог научног истраживања порекла човечанства.
Након Дарвинове теорије се појавио правац у археологији познат као културно-историјска археологија, према којој се налази са локалитета и сами локалитети групишу у појединачне "културе", што омогућава да се одреди географска дистрибуција и периодизација ових култура, као и да се реконструише интеракцију и размена идеја између њих. Као што име сугерише, ова врста археологије је била блиско повезана са историјом. Историчари културе су користили нормативни модел културе, принцип према коме је свака култура сет норми који утичу на људско понашање. Дакле, једна култура се може лако разликовати од друге праћењем производње; на пример, ако је један фрагмент керамике украшене троугластим образцем, а другуи кружним, онда они највероватније припадају различитим културама. Такав приступ доводи до погледа на прошлост као скуп различитих група становништва, класификованих по њиховим разликама. Промене у понашању су се објашњавале дифузијом и миграцијом. Миграционисти тврде да је долазило до миграција становништва и тако су се директно мењали норме и културе. Дифузионисти тврде да је до промена долазило путем друштвених и економских веза које су постајеле међу културама
Аустралијски археолог Гордон Чајлд је био један од првих који су почели да истражују и да проширују овај појам односа између култура, посебно у контексту праисторијске Европе. Под утицајем политичких превирања у међуратном периоду Чајлд је тврдио да су револуције довеле до бројних промена у прошлим друштвима. Он је увео појам неолитска револуција која је по њему инспирисала људе да се населе и баве пољопривредом, а не ловом и сакупљањем. То је довело до значајних промена у друштвеној организацији које су довеле до урбане револуције која је створила прве градове. Овакво макро размишљање је било револуционарно и Чајлдове идеје су остале утицајне до данас, иако је сама културно-историјска археологија доста критикована.

#### Историјски партикуларизам (1880—1940.)
Франц Боас је тврдио да су културе јединствени ентитети које одређује јединствени низови догађаја. Као резултат тога нема јединственог стандарда по коме једна култура може бити у односу са другима. Ова мисао је у комбинацији са концептом Џона Лабока да ће западна цивилизација уништити примитивне културе произвела кризу међу антрополозима, који су почели да спроводе бројне студије о овим угроженим културама пре него што нестану.

#### Национална археологија (1916 - данас)
Национална археологија је користила културно-историјске појмове да усади понос и подигне морал одређеним националностима или расним групама, а у многим земљама је и даље главни метод археологије.

#### Совјетска археологија (1917 - данас)
Адаптацијом неких појмова дарвиновске природне селекције за употребу ван дисциплине еволуционе биологије, са коришћењем марксистичке историјско-економске теорије дијалектичкого материјализма, совјетски археолози су почевши од 1930-их покушали да објасне промене у археолошкој хроници помоћу друштвене динамике.

### Процесна археологија (нова археологија)
Током 1960-их година велики број младих, првенствено америчких археолога попут Луиса Бинфорда, побунио се против културно-историјске парадигме. Они су предложили такозвану "нову археологију", која би била више "научна" и "антрополошка". Они су гледали на културу као скуп процеса понашања и традиција. Ова нова парадигма је названа процесна археологија. Присталице ове парадигме су позајмили идеје тестирања хипотеза и научног метода од природних наука. Они су веровали да археолог треба да развије једну или неколико хипотеза о култури при истраживању и спроведе ископавања са циљем да се провере ове хипотезе у погледу нових доказа. Они су такође били фрустрирани учењем старије генерације која се највише бавила културом, а не људима који су правили те предмете које студирају.

### Постпроцесна археологија
Током 1980-их британски археолози Мајкл Шенкс, Кристофер Тили, Данијел Милер и Ијан Ходер под утицајем постмодернизма су предводили нови покрет у ревизији археолошке теорије. Они су жестоко доводили у питање коришћење научног метода од стране процесних археолога, јер су сматрали да су археолози (као и остали научници) пристрасни ма колико они покушавали да не буду. То је посебно важно за археологију, где спроведени експерименти (ископи) не могу бити поновљени од стране других истраживача, што је основа научног метода. Ова нова парадигма је названа постпроцесна археологија и њене присталице нису анализирале само археолошке остатке, већ и себе: своја мишљења и ставове. Њихов закључак је да различити приступи археолошким доказима које сваки човек доноси приликом интерпретације резултира у различитим конструктима прошлости. Процесни археолози критикују овај приступ због недостатка научне вредности. Они истичу да ће научник приликом анализе себе бити склонији пристрасности више него приликом анализе артефакта и стога анализа себе не чини хипотезу валиднијом.
Постпроцесна парадигма омогућава настајање многих под-дисциплина које се не слажу са процесним модулом културе. Сматрајући да процесни археолози занемарују индивидуалност настали су многи правци уоквиру ове парадигме попут марксистичке археологије, феминистичке археологије, родне археологије имногих других.

## Глобални преглед
Ова разноликост у археологији није се подједнако и уједначено свуда развијала, јер се на наследство предака негледа свуда исто. Археолози у Аустралији и многим другим државама где се врше ископавања домороваца имају многих проблема око њиховог виђења предака. Због овога су склонији поспроцесној парадигми. За разлику од њих, археолози у САД су много склонији процесној парадигми (Бинфорд био Американац), али није сваки археолог у овим државама присталица доминантне парадигме.

## Развој
Дејвид Кларк који ради на Универзитету у Кембриџу је 1973. године објавио научни рад у ком тврди да је археологија као дисциплина прешла са оригиналне "племените невиности" на "самосвест" и затим на "критичку самосвест", што је симптом већег признања и пажње археолошкој теорији. Као последица тога, он је изнео да је археологија изгубила њену "невиност", како су археолози постали скептичнији према раду својих претходника.

## Утицај идеологије
Археологија је била и остаје културно, родно и политичко ратно поље. Многе групе су покушале да користе и користиле су археологију да докажу савремена културна или политичка виђења. Марксисти и марксистички оријентисани археолози у Совјетском Савезу и Уједињеном Краљевству (између осталих) често покушавају да докажу истинитост дијалектичног материјализма или да се нагласи у прошлост (и садашњости) улога конфликата између група (на пример, мушкараца и жена, старијих и млађих, радника и власника) у обликовању друштвених промена. И данас се археологија кориси како би групе изнеле своје "историјско право" на поседовање одређене земље. Многе школе археологије су биле патријархалне, јер су претпостављале да су у праисторији мушкарци снабдевали највећи део хране због лова, а жене са сакупљањем нису играле значајну улогу; новија истраживања су утврдила неадекватност многих од ових теорија. Неки су користили теорију напретка којом објашњавају прогрес западног друштва. Идеологија је увек играла значајну улогу у археолошкој теорији.